# Philippe Harel
Ne doit pas être confondu avec Philippe Garrel ou Philippe Garel.
Pour les articles homonymes, voir Harel.
Philippe Harel est un réalisateur, acteur et scénariste français né le 22 décembre 1956 à Paris.

## Biographie
Philippe Harel s'est fait connaitre par le succès d'un de ses premiers longs métrages, Les Randonneurs, un film français sorti dans les salles le 12 mars 1997, avec Benoît Poelvoorde, Karin Viard, Géraldine Pailhas et Vincent Elbaz. L'intrigue se déroule quasiment entièrement dans les paysages réputés et les refuges du GR20, considéré comme le plus difficile des sentiers de grande randonnée (GR) français, un parcours sportif qu'il a immortalisé par cette comédie et ode à la randonnée dans les îles de Méditerranée, qui a rapidement totalisé plus de 1,5 million d'entrées, mais dont la suite onze ans plus tard, Les Randonneurs à Saint-Tropez, avec les mêmes acteurs, n'obtient qu'environ quatre fois moins d'entrées au cinéma.

### Vie privée
Philippe Harel est marié à l'écrivaine et scénariste Sylvie Bourgeois.

## Filmographie

### Réalisateur

#### Courts métrages
- 1980 : Tentative d'échec
- 1984 : Mon Inconnue
- 1985 : Fin de série
- 1989 : Deux-pièces cuisine
- 1996 : Une visite
- 1996 : Vacances en famille (avec Bruno Bontzokalis et Laurent Cantet)[1]

#### Longs métrages

##### Cinéma
- 1992 : Un été sans histoires
- 1994 : L'Histoire du garçon qui voulait qu'on l'embrasse
- 1997 : Les Randonneurs
- 1997 : La Femme défendue
- 1998 : Journal intime des affaires en cours (documentaire)
- 1998 : Extension du domaine de la lutte
- 2001 : Le Vélo de Ghislain Lambert
- 2003 : Tristan
- 2005 : Tu vas rire, mais je te quitte
- 2008 : Les Randonneurs à Saint-Tropez

##### Télévision
- 2014 : Les Heures souterraines (téléfilm), d'après le roman éponyme de Delphine de Vigan
- 2018 : Un adultère (téléfilm)

### Scénariste
- 1995 : Les Apprentis de Pierre Salvadori

### Acteur
- 1979 : Médecins de nuit de Pierre Lary, épisode : Les Margiis (série télévisée)
- 1992 : Un été sans histoires de lui-même : Alain
- 1993 : Cible émouvante de Pierre Salvadori : Barnabé
- 1995 : Les Apprentis de Pierre Salvadori : le voisin de Valérie
- 1996 : Un héros très discret de Jacques Audiard : un officier
- 1997 : Les Randonneurs de lui-même : Louis Lacaze
- 1997 : La Femme défendue de lui-même : Moi (François)
- 1998 : Extension du domaine de la lutte de lui-même : Notre héros
- 1999 : Vénus beauté (institut) de Tonie Marshall : un homme du self
- 2001 : Reines d'un jour de Marion Vernoux : Antoine Lassalle
- 2002 : Sexes très opposés d'Éric Assous : Michel, l'interviewer
- 2002 : Comment tu t'appelles ? d'Iliana Lolic : l'ex d'Ana
- 2003 : Bienvenue au gîte de Claude Duty : Bertrand
- 2005 : Tu vas rire, mais je te quitte de lui-même : lui-même
- 2008 : Les Randonneurs à Saint-Tropez de lui-même : Louis Lacaze
- 2011 : Une folle envie de Bernard Jeanjean : Professeur Albert
- 2014 : Tu veux ou tu veux pas de Tonie Marshall : Jacques

## Distinctions
- 1993 : Prix Nouveau Talent Cinéma de la SACD
- 2015 : Festival de Luchon - Les Heures souterraines
  - Pyrénées d'Or du meilleur téléfilm[2]
  - Meilleure interprétation féminine pour Marie-Sophie Ferdane[3]
- 2018 : Festival Colcoa 2018 : Prix du public pour Un adultère